# Umbilicariaceae
Famille
Les Umbilicariaceae sont une famille de champignons lichenisés ascomycètes.

## Adaptations
Le thalle foliacé est ombiliqué, c'est-à-dire attaché par un crampon central unique, l'ombilic (d'où le nom de famille) qui semble jouer un rôle important lors des phases de dessèchement. Pendant ces phases, la partie centrale du thalle conserve une activité photosynthétique plus longtemps que les bords du thalle. Cette différence semble liée à l'épaisseur plus importante du thalle vers le centre et de l'ombilic qui fonctionne comme une mèche qui absorberait par capillarité le film d'eau resté sur le rocher, sous l'abri du thalle étalé.
La compétition intraspécifique se traduit dans cette famille par des stratégies de reproduction asexuée et sexuée variées.

## Taxonomie
Taxonomie selon ITIS :
|                 | Rhizoplacopsidaceae                                      |
|                 |                                                          |
| Umbilicariaceae | \| \| Umbilicaria \| \| \| \| \| \| Lasallia \| \| \| \| |
|                 | \| \| Umbilicaria \| \| \| \| \| \| Lasallia \| \| \| \| |
|                 | Ophioparmaceae                                           |
|                 |                                                          |
|                 | Fuscideaceae                                             |
|                 |                                                          |
|                 | Elixiaceae                                               |
|                 |                                                          |
|                 | Umbilicaria                                              |
|                 |                                                          |
|                 | Lasallia                                                 |
|                 |                                                          |

|  | Umbilicaria |
|  |             |
|  | Lasallia    |
|  |             |